# 太平洋唇盤䲁
太平洋唇盤䲁（學名：Andamia pacifica），為輻鰭魚綱鳚形目䲁科唇盤䲁屬的一種，分布於西北太平洋日本慶良間諸島海域，在受到驚擾時從其棲息的洞穴中跳躍，本魚體長橢圓形，稍側扁，頭鈍短，上下唇具鋸齒緣，下唇後方具有杯狀的肉質盤，上頜齒可自由活動，雄魚頭具冠膜，具鼻鬚及眶上鬚，棲息在淺水區和沿海水域，可離開水面在陸地上活動，可直接在空氣中呼吸，通常躲在洞穴，以藻類為食，雌魚產附著性卵，雄魚有護卵行為。